# Pat McCabe (rugby à XV)
Pour les articles homonymes, voir Patrick McCabe.

a Compétitions nationales et continentales officielles uniquement.

b Matchs officiels uniquement.
Dernière mise à jour le 4 mai 2020.
Patrick J. McCabe dit Pat McCabe, né le 21 mars 1988 à Manly (Australie), est un joueur international australien de rugby à XV qui évolue aux postes de centre, ailier ou arrière. Il a joue entre 2010 et 2014 avec les Brumbies dans le Super 15 et en équipe nationale.

## Biographie
Il est retenu dans la liste des trente joueurs choisis par Robbie Deans pour disputer la Coupe du monde de rugby à XV 2011.
En août 2014, après avoir subi sa troisième fracture des vertèbres de sa carrière lors d'un match du Rugby Championship contre la Nouvelle-Zélande, il est déclaré inapte à la pratique du rugby et met un terme à sa carrière.